# Gruneliusschule
Die Gruneliusschule (kurz: Gruni) ist eine Grundschule im Stadtteil Oberrad von Frankfurt am Main. An der Schule werden rund 400 Schüler von etwa 30 Lehrkräften unterrichtet. Namensgeberin der Schule ist die Frankfurter Bankiers- und Unternehmerfamilie Grunelius, die Geld für den Bau gespendet hatte.

## Geschichte
Vorläufer der Gruneliusschule war eine Schule für evangelische Mädchen, die 1889 am heutigen Standort in Oberrad gebaut wurde. Ab 1904 waren auch Jungen zugelassen. Drei Jahre später, 1907, entstand das Hauptgebäude, der sogenannte Turm. Im gleichen Jahr erhielt die Schule ihren heutigen Namen.
Bei zwei schweren Luftangriffen auf Frankfurt am Main am 3. Oktober 1943 und am 18. März 1944 wurde Oberrad weitgehend zerstört, darunter auch die Gruneliusschule. Bei Kriegsende 1945 waren für 12 Klassen nur noch sieben Räume nutzbar. Der Schulbetrieb musste zum Teil in die Gemeindesäle der evangelischen Erlöserkirche und der katholischen Herz-Jesu-Kirche sowie eine Fabrikhalle ausgelagert werden.
1959 wurden neue Schulgebäude eingeweiht. Der renovierte Turm wurde um zwei Anbauten ergänzt, außerdem entstand eine neue Turnhalle. Da in den folgenden Jahren der Platz zunehmend knapper wurde, entstand 1972 auf dem Schulhofgelände zwischen Hauptgebäude und Turnhalle ein freistehendes zweigeschossiges Gebäude mit acht Klassenräumen, der sogenannte Pavillon.
Bis 1986 war die Gruneliusschule eine Grund- und Hauptschule. Der Hauptschulzweig wurde im Sommer dieses Jahres aufgegeben; die Fachräume, etwa für Chemie, Physik und Biologie wurden in den folgenden Jahren zurückgebaut.
Im September 2001 ging die Gruneliusschule als Sieger aus einem stadtweiten Wettbewerb zum Energiesparen hervor. Weil die Schule die Kosten für Heizung und Strom am deutlichsten senken und damit den Kohlenstoffdioxid-Ausstoß verringern konnte, erhielt sie ein Preisgeld von rund 13.300 DM.
Seit 2003 gibt es für die Kinder der Gruneliusschule Nachmittagsangebote, wie etwa Mittagessen, Arbeitsgruppen und Hausaufgabenbetreuung. Seit 2010 nimmt die Schule am Förderkonzept „Offene Frankfurter Ganztagsschule“ teil. Es sieht unter anderem vor, dass es von Montag bis Freitag ein verlässliches (Betreuungs-)Angebot von 7.30 Uhr bis 17 Uhr gibt. 2011 war die Gruneliusschule einer der Vorreiter beim Thema Inklusion in Frankfurt. Seitdem werden Kinder mit unterschiedlichsten Einschränkungen gefördert, etwa Seh- und Körperbehinderte, Autisten und Lernschwache.

## Die Schule heute
Seit den 2010er Jahren wurde die grundlegende Sanierung und ein Neubau der Gruneliusschule verschärft diskutiert. Das Stadtparlament hatte 2014 einen mit 150 Millionen Euro ausgestatteten Sonderetat für die Frankfurter Schulen aufgelegt. In dessen Rahmen sollte auch die Gruneliusschule für 15,1 Millionen Euro umfassend erweitert und saniert werden. Der Magistrat teilte allerdings mit, die Entwicklungen zur Ganztagsschule und notwendige Maßnahmen zur Inklusion machten es erforderlich, von Beginn an neu zu planen. In den Jahren 2016 und 2017 arbeiteten unter anderem Schulleitung, Eltern, Architekten und Vereine in Stadtteil ein Konzept aus, der den kompletten Abriss und Neubau der Schule vorsah. Die Planungen wurden allerdings von Baudezernent Jan Schneider und Bildungsdezernentin Sylvia Weber verworfen. Sie präsentierten stattdessen einen Entwurf, der den Erhalt des Turmgebäudes von 1907 und einen verkleinerten Neubau vorsah.
Von Mai bis November 2022 war die Mensa der Schule wegen eines Wasserschadens und nicht auszuschließenden Schimmelbefalls vom Stadtgesundheitsamt gesperrt.

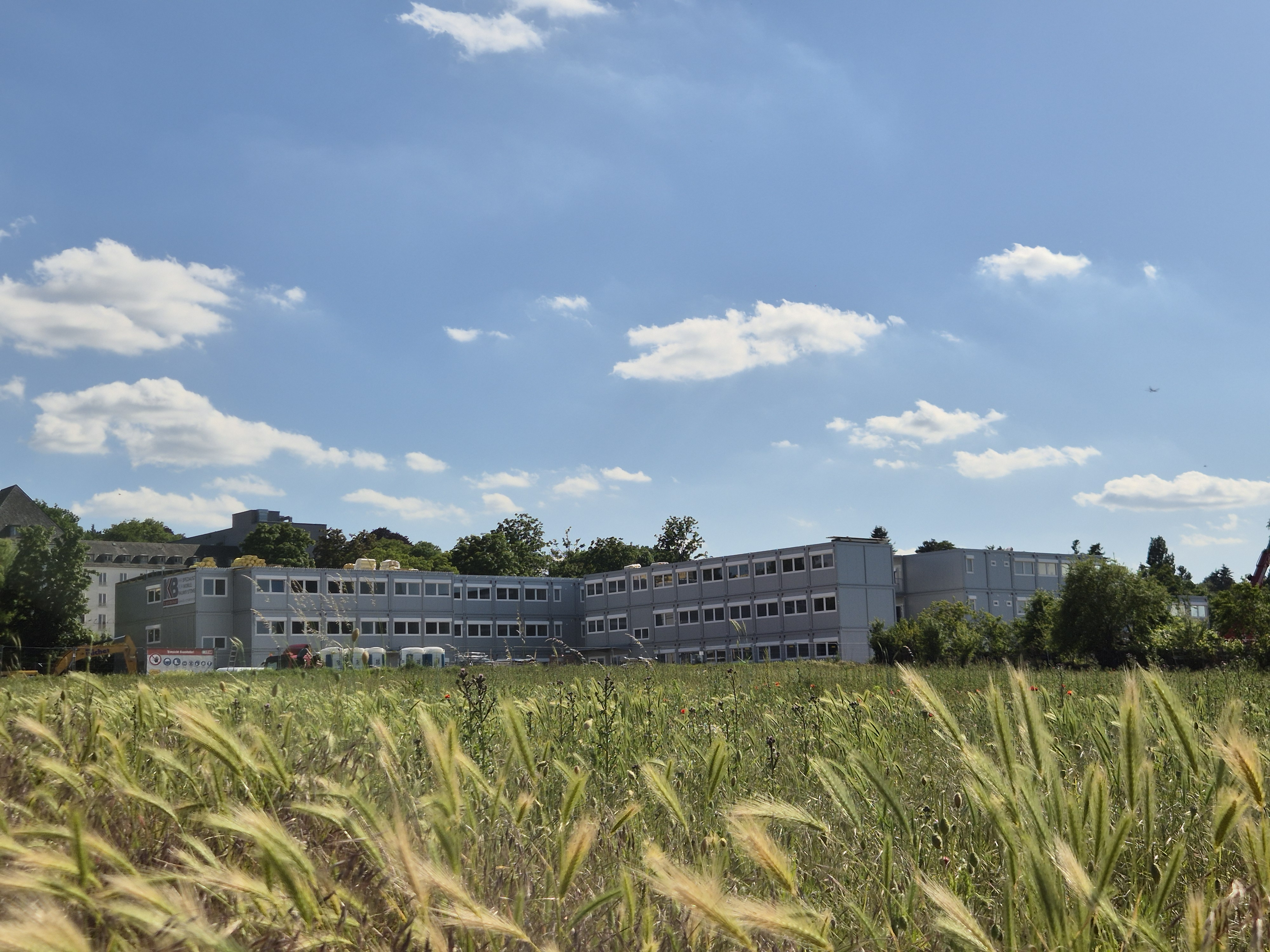
Errichtung der Grunelius-Containerschule, Mai 2025

Im Januar 2023 stellte Bildungs- und Baudezernentin Weber einen Zeitplan für die Neugestaltung der Gruneliusschule vor, der ab Herbst vorbereitende Arbeiten vorsah, um die Schule vorübergehend auf den sogenannten Pfaffenacker gegenüber der Philosophisch-Theologischen Hochschule Sankt Georgen auszulagern. Geplant war, dass die Schule ab Herbst 2024 in dort zu errichtende Containergebäude umziehen kann. Die Bauarbeiten auf dem Gelände begannen allerdings erst im Frühjahr 2025. Inzwischen planen Stadt und Schule, dass die Gruneliusschule in den Herbstferien 2025 in die Interimsgebäude umzieht. Da der Pfaffenacker im Frankfurter Grüngürtel liegt, darf die Containeranlage dort nicht dauerhaft stehen. Die Baugenehmigung wurde nur für fünf Jahre erteilt, anschließend soll das städtische Grundstück renaturiert werden. Die Kosten für das Provisorium gibt die Stadt mit 25 Millionen Euro an. 
Mit der Sanierung und Erweiterung der alten Schulgebäude an der Wiener Straße soll im Frühjahr 2026 begonnen werden. Der Turmbau bleibt nach den Planungen zwar erhalten, soll aber von den Schulgebäuden abgetrennt und künftig anderweitig genutzt werden.
Die Gruneliusschule ist im Schuljahr 2024/25 fünfzügig, das heißt, es gibt fünf Klassen pro Jahrgangsstufe. Mehrere Räume des Pavillons werden vor und nach dem Unterricht für die Früh- und die sogenannte Erweiterte Schulische Betreuung genutzt. Träger ist der Internationale Bund.